# Bobby Darin
Bobby Darin, född Walden Robert Cassotto den 14 maj 1936 i Bronx i New York, död 20 december 1973 i Los Angeles i Kalifornien, var en amerikansk sångare, låtskrivare, musiker och skådespelare. Enligt många bedömare hade han större talang än många andra sångare som klassades som tonårsidoler åren kring 1960. Detta bland annat eftersom han själv skrev flera av sina hitsinglar och albumspår. Han började som rock'n'roll-artist och gled senare alltmer över till jazz och underhållningsmusik. Under slutet av 1960-talet intresserade han sig för folkmusikscenen.
Darin inledde sin karriär som låtskrivare till Connie Francis. Hans första egna stora hit kom 1958 med singeln "Splish Splash". Den följdes upp med bland annat "Dream Lover", "Mack the Knife" och "Beyond the Sea", vilken gjorde att han slog igenom internationellt. År 1962 mottog han en Golden Globe Award för sin första film, Möte i september, där han spelade mot sin hustru, Sandra Dee.

## Biografi
Darin skivdebuterade 1956 på Decca Records men slog igenom 1958 med rocklåten "Splish Splash". Då hade han skrivit kontrakt på Atlantic-ägda Atco Records. Singeln sålde i mer än en miljon exemplar. Uppföljaren "Queen of the Hop" som gick i samma rockstuk blev en mindre hit samma år. År 1959 fick Darin sina största hitsinglar i karriären, först med rockballaden "Dream Lover" som var en egen komposition. Låten nådde andraplatsen på Billboard-listan och blev singeletta i Storbritannien. Med nästa singel, en version av "Mack the Knife" från Tolvskillingsoperan fick han sin första och enda amerikanska singeletta. Den blev även etta i Storbritannien. Han tilldelades 1960 två Grammy Awards för 1959, årets nykomling, och årets låt ("Mack the Knife").
År 1960 började också bra skivmässigt då hans insjungning av den franska sången "La Mer" ("Beyond the Sea") blev en Topp tio-hit i USA och Europa. Ytterligare hits som "Lazy River", "You Must Have Been a Beautiful Baby", "Multiplication" och "Things" följde 1961-1962. "Multiplication" var en stor hit i Sverige och låg etta på Tio i topp i december 1961. Han bytte skivbolag till Capitol Records 1963, men efter "You're the Reason I'm Living" och "Eighteen Yellow Roses" samma år började singlarna sälja sämre, och Darin kom bara att få en stor skivframgång till 1966 med en insjungning av Tim Hardins "If I Were a Carpenter".
Efter att ha återvänt till Atlantic startade Darin det egna bolaget Direction Records som kom att ge ut folkmusik. Darin blev mer politiskt aktiv under slutet av 1960-talet och reste med Robert Kennedys presidentvalskampanj 1968. Tim Hardin fick 1969 en hit med "Simple Song of Freedom" som skrivits av Bobby Darin. (En svensk text av Olle Bergman, "En enkel sång om frihet" (1970), framfördes av Lasse Berghagen.) Darin fortsatte som scenartist i till exempel Las Vegas-shower. Han spelade in för Motown under sina sista år.
Under 1960-talet gjorde Bobby Darin också några filmroller. Bland de första var i Möte i september (Come September, 1961) och Vår i kroppen (State Fair, 1962). I filmen Tryckpunkten (Pressure Point, 1962) fick han en mer seriös roll och vann en Golden Globe. År 1963 spelade han kapten i Osynlig fiende (Captain Newman, M.D.) och blev Oscarsnominerad i klassen Bästa manliga biroll.
Bobby Darin avled vid 37 års ålder i Los Angeles, efter en operation på grund av en medfödd hjärtsjukdom, år 1973.

### Privatliv
Åren 1960-1967 var Bobby Darin gift med skådespelaren Sandra Dee, makarna hade en son född 1961. Darins andra hustru var sekreteraren Andrea Yeager, deras äktenskap varade endast cirka fyra månader, juni-oktober 1973.

## Eftermäle
Darins liv har gestaltats i filmen Beyond the Sea från 2004 med Kevin Spacey i huvudrollen. År 1990 blev han postumt invald i Rock and Roll Hall of Fame. På senare år runt millennieskiftet spelas hans senare skivproduktion där han sjunger till bland annat storband, i radioprogrammet "David Jacobs Collection" i Radio 2 från BBC i London.

## Diskografi
| Studioalbum - 1958 – Bobby Darin - 1959 – That's All - 1960 – This is Darin - 1960 – For Teenagers Only - 1960 – The 25th Day of December - 1961 – Two of a Kind - 1961 – Love Swings - 1961 – Twist with Bobby Darin - 1962 – Bobby Darin Sings Ray Charles - 1962 – Things and Other Things - 1962 – Oh! Look at Me Now - 1963 – You're the Reason I'm Living - 1963 – It's You or No One - 1963 – 18 Yellow Roses - 1963 – Earthy! - 1963 – Golden Folk Hits - 1964 – Winners - 1964 – From Hello Dolly to Goodbye Charlie - 1965 – Venice Blue - 1966 – Bobby Darin Sings The Shadow of Your Smile - 1966 – In a Broadway Bag (Mame) - 1966 – If I Were a Carpenter - 1967 – Inside Out - 1967 – Bobby Darin Sings Doctor Dolittle - 1968 – Bobby Darin Born Walden Robert Cassotto - 1969 – Commitment - 1972 – Bobby Darin | Singlar - 1958 – "Splish Splash" - 1958 – "Queen of the Hop" - 1958 – "Dream Lover" - 1959 – "Mack the Knife" - 1960 – "Beyond the Sea" - 1961 – "You Must Have Been a Beautiful Baby" - 1962 – "Things" - 1963 – "You're the Reason I'm Living" - 1963 – "18 Yellow Roses" - 1966 – "If I Were a Carpenter" |

## Filmografi i urval
- Pepe (1960)
- Möte i september (1961)
- Vår i kroppen (1962)
- Ett helvete för hjältar (1962)
- Fnurra på trå'n (1962)
- Tryckpunkten (1962)
- Osynlig fiende (1963)
- Min säng är din! (1965)
- Revolverfight i Abilene (1967)
- Främling i huset (1967)
- I nöd och lust (1969)
- Happy Mother's Day, Love George (1973)